# Liste der Naturdenkmale in Mittelstrimmig
Die Liste der Naturdenkmale in Mittelstrimmig nennt die im Gemeindegebiet von Mittelstrimmig ausgewiesenen Naturdenkmale (Stand 25. März 2024).

## Naturdenkmale
| Nr.         | Bezeichnung                     | Lage                                     | Beschreibung                                | Bild                                    |
| ----------- | ------------------------------- | ---------------------------------------- | ------------------------------------------- | --------------------------------------- |
| ND-7135-432 | Alte Hutebuchen Ferkelsbörncher | südlich des Ortes; Flur Im Loschert Lage | Fagus sylvatica; flächenhaftes Naturdenkmal | Direkt Bild zu diesem Denkmal hochladen |